# Inspirație
Inspirația este un act fiziologic ce constă în deplasarea aerului din mediul extern, prin căile respiratorii, până în alveole.
Inspirația începe prin declanșarea contracției diafragmului, ce duce la expansiunea spațiului intrapulmonar și creșterea presiunii negative în conformitate cu legea lui Boyle. Această presiune negativă creează un flux de aer datorită diferenței de presiune dintre atmosferă și alveole. Aerul pătrunde fie prin gură, fie prin nas spre faringe, trece prin laringe, trahea șibronhii pentru a ajunge în alveolă.
Alți mușchi care pot fi implicați în procesul inspirației sunt:
- Mușchii intercostali externi
- Mușchii scaleni
- Mușchiul sternocleidomastoidian
- Mușchiul trapez